# Hollow City
Hollow City (Brasil: Cidade dos Etéreos ) é a continuação do romance de 2011, Miss Peregrine's Home for Peculiar Children escrito por Ransom Riggs. Foi lançado em 14 de janeiro de 2014 pela Quirk Books. O romance começa exatamente onde o anterior termina e segue a fuga de Jacob e dos seus amigos de Cairnholm para a "capital do mundo peculiar", Londres. À semelhança do primeiro livro, este utiliza fotografias antigas para ilustrar alguns dos acontecimentos e personagens da história.

## Resumo
Depois de fugirem dos hollows de barco, as crianças encontram uma tempestade e vêem-se obrigadas a encontrar terra firme. Elas desembarcam numa praia onde descobrem que os wights as seguiram. Assim, decidem fugir para a floresta e vagueiam perdidas até descobrirem uma fenda habitada por animais com a ajuda do livro The Tales of the Peculiar e fogem para aí. Depois de descobrirem que Miss Wren, a ymbryne dos animais, fugiu para a Inglaterra para ajudar as suas irmãs ymbryns, elas partem à sua procura.
Pelo caminho, as crianças encontram um grupo de ciganos errante e escondem-se numa das suas carruagens. Os ciganos ajudam-nas a esconder-se dos wights e a encontrar uma estação onde elas possam apanhar um comboio para Londres. No entanto, as crianças são capturadas por wights antes de conseguirem entrar no comboio e são levadas para uma cabana até que Hugh (uma das crianças peculiares que consegue controlar abelhas), as salva. Depois deste incidente, a nova prioridade passa a ser encontrar Miss Peregrine que foi deixada numa mala que seguiu no comboio.
As crianças acabam por conseguir apanhar o comboio e encontrar Miss Peregrine. Quando chegam a Londres, encontram uma cidade devastada pelos bombardeamentos da Segunda Guerra Mundial. No entanto, não desistem do plano de encontrar Miss Wren através dos seus pombos peculiares. Mais uma vez com a ajuda do The Tales of the Peculiar, elas acabam por encontrá-los na Catedral de São Paulo. Os pombos levam-nos às catacumbas da catedral e aí encontram duas crianças peculiares chamadas Joel e Peter: dois ecolocadores que parecem partilhar uma só mente. Eles mostram-lhes o caminho para um loop e apenas Emma, Jacob e Horace seguem o som do bater das asas dos pombos para um sótão onde conhecem Melina Manon, uma criança peculiar com o poder de telecinesia. Ela não confia neles, mas possui o pombo que conhece o paradeiro de Miss Wren e impõe como condição viajar com eles para o ceder. As crianças acabam por encontrar o loop onde se encontra Miss Wren que se esconde num edifício coberto de gelo que impede a entrada de wights. Ela ajuda Miss Peregrine (que não consegue sair da sua forma de pássaro) a voltar a ser humana, mas avisa que tal vai levar algum tempo. Entretanto, Jacob e as outras crianças descobrem que os wights estão a extrair as almas dos peculiares e a alimentar os hollowgasts com elas, o que lhes confere a habilidade de entrar em loops.
Emma também consegue convencer Jacob a abandonar as crianças e a regressar à sua vida normal. Quando Miss Wren termina o seu trabalho, descobre que afinal o pássaro que as crianças transportavam não era Miss Peregrine, mas sim o seu irmão Caul, um wight. Ele revela que assumiu a forma de pássaro da irmã para seguir as crianças e para encontrar Miss Wren. Ele e os seus wights capturam todos os peculiares no loop e levam-nos para o presente. Jacob e Emma conseguem escapar do comboio que leva os peculiares para um destino desconhecido.
O livro termina com Jacob a descobrir uma nova faceta do seu poder: a habilidade de falar com e controlar hollowgasts. Ele também consegue falar com o seu pai para lhe dizer que está vivo e que é peculiar.